# Kōgisho
Das Kōgisho (jap. 公議所,Repräsentantenhaus oder Abgeordnetenhaus) war ein japanisches Parlament während der Meiji-Restauration. Obwohl es nach der Eröffnung am 18. April 1869 nur etwas länger als ein Jahr existierte und die Mitglieder nicht gewählt, sondern entsandt wurden, war es doch die erste Versammlung nach westlichem Vorbild in Japan und fungierte als Wegweiser für die gesellschaftliche Modernisierung.

## Entwicklung und Bedeutung
Aus jedem Han sowie aus jeder Behörde der neuen Meiji-Regierung wurde jeweils ein Abgeordneter entsandt. Vorsitzender war Akizuki Tanetatsu aus Takanabe. Mori Arinori aus Satsuma wurde sein Stellvertreter, ebenso Kanda Takahira. Das Parlament besaß das Recht, Gesetzesentwürfe einzubringen. Beraten wurde in 19 Ausschüssen. Vorgesehen war eine Legislaturperiode von vier Jahren mit dem Austausch der Hälfte der Abgeordneten alle zwei Jahre. 
Zu den aufklärerischen Reformen, die vom Kōgisho ausgingen, gehörte die Abschaffung der alten Symbole des Samurai-Standes, das Verbot des Seppuku und des Tragens von Schwertern, die Aufhebung der gesetzlichen Diskriminierung der Eta und Hinin, Maßnahmen, die der Versammlung in der modernen Geschichtsschreibung eine hohe Reputation eingebracht haben.
Die revolutionären und aufklärerischen Ideen, die durch den Abgeordneten zum ersten Mal eine unabhängige und einflussreiche Stimme bekamen, wurden der Meiji-Regierung jedoch schon bald zu gefährlich. Die Rechte des Parlaments wurden beschnitten, und am 15. August 1869 wurde es in Shūgiin (集議院) umbenannt. Bereits 1871 fanden keine Sitzungen mehr statt. Im August des Jahres wurde es dem Sain untergeordnet und im Juni 1873 aufgelöst.

## Kōgisho der Shogunatstreuen
Es gab in Japan ein Jahr vorher noch eine weitere Versammlung mit dem Namen Kōgisho: In der Burg Shiroishi, dem Hauptquartier der Ōuetsu Reppan Dōmei, der Allianz der Shogunatstreuen im Boshin-Krieg, gab es unter diesem Namen einen Rat von Vertretern verschiedener Han.

## Gesetzestexte (Quellen)
Eröffnung des Parlaments:
Umbenennung in Shūgiin: